# トラビス・パロット
トラビス・パロット（Travis Parrott, 1980年8月16日 - ）は、アメリカ合衆国オレゴン州ポートランド出身の男子プロテニス選手。2009年全米オープン混合ダブルスで、同じアメリカのカーリー・ガリクソンとペアを組んで優勝した。彼は普段からダブルスのみに活動を絞り、ATPツアーでは1度もシングルスへのエントリーがない。ATPツアーでダブルス3勝を挙げた（準優勝6度）。身長185cm、体重79kg、右利き。

## 来歴
パロットはジョージア大学の学生テニス選手として活動した後、2003年からプロ選手になった。彼は直ちにダブルスのスペシャリストとして力を発揮し始め、2003年7月のメルセデスベンツ・カップでジャン＝マイケル・ギャンビルと組んでツアー初優勝を遂げた。2004年ウィンブルドン選手権では同じアメリカのヴィンセント・スペーディアと組んで3回戦に進。全米オープンでロビー・コーニッグと組んでベスト8に入った。パロットとコーニッグは、準々決勝でラファエル・ナダル/トミー・ロブレド組に5-7, 5-7のストレートで敗れた。現時点ではこれがパロットの4大大会男子ダブルス最高成績であるが、全豪オープンで2005年・2006年の2年連続、全仏オープンで2006年に3回戦進出があり、すべての4大大会で男子ダブルス3回戦に勝ち残っている。
2007年7月、パロットはインディアナポリス・テニス選手権でフアン・マルティン・デル・ポトロとペアを組み、4年ぶりのツアー2勝目を挙げた。2008年度は10月のサンクトペテルブルク・オープンでフィリップ・ポラーシェクと組んだ優勝がある。2009年に入ってからは、パロットはポラーシェクとのコンビで大半のトーナメントに出場している。
2009年全米オープン混合ダブルスで、パロットは同じアメリカのカーリー・ガリクソンとペアを組んだ。パロットとガリクソンは準々決勝で第3シードのマリウシュ・フィルステンベルク/リサ・レイモンド組を、準決勝で第1シードのマヘシュ・ブパシ/リーゼル・フーバー組を連破して決勝に勝ち上がった。2人は決勝戦でも好調さを維持し、第2シードのリーンダー・パエス/カーラ・ブラック組を6-2, 6-4のストレートで破り、優勝を果たした。
パロットは2012年6月のスロバキア・コシツェでのATPチャレンジャーツアー大会を最後に試合出場から遠ざかっている。

## ATPツアー決勝進出結果

### ダブルス: 9回 (3勝6敗)
| 結果   | No. | 決勝日         | 大会                 | サーフェス    | パートナー                       | 対戦相手                                            | スコア                |
| ------ | --- | -------------- | -------------------- | ------------- | -------------------------------- | --------------------------------------------------- | --------------------- |
| 優勝   | 1.  | 2003年8月3日   | ロサンゼルス         | ハード        | ジャン＝マイケル・ギャンビル     | ジョシュア・イーグル シェング・シャルケン           | 6–4, 3–6, 7–5         |
| 準優勝 | 1.  | 2004年8月23日  | ワシントンD.C.       | ハード        | ドミトリー・トゥルスノフ         | クリス・ハガード ロビー・コーニッグ                 | 6–7(3-7), 1–6         |
| 準優勝 | 2.  | 2005年7月10日  | ニューポート         | 芝            | グレイドン・オリバー             | ジョーダン・カー ジム・トーマス                     | 6–7(5-7), 6–7(5-7)    |
| 優勝   | 2.  | 2007年7月30日  | インディアナポリス   | ハード        | フアン・マルティン・デル・ポトロ | ティムラズ・ガバシュビリ イボ・カロビッチ           | 3–6, 6–2, [10–6]      |
| 準優勝 | 3.  | 2008年4月19日  | バレンシア           | クレー        | フィリップ・ポラーシェク         | マキシモ・ゴンサレス フアン・モナコ                 | 5–7, 5–7              |
| 準優勝 | 4.  | 2008年8月10日  | ロサンゼルス         | ハード        | ドゥシャン・ベミッチ             | ロハン・ボパンナ エリック・ブトラック               | 6–7(5-7), 6–7(5-7)    |
| 優勝   | 3.  | 2008年10月26日 | サンクトペテルブルク | ハード (室内) | フィリップ・ポラーシェク         | ロハン・ボパンナ マックス・ミルヌイ                 | 3–6, 7–6(7-4), [10–8] |
| 準優勝 | 5.  | 2009年2月22日  | メンフィス           | ハード (室内) | フィリップ・ポラーシェク         | マーディ・フィッシュ マーク・ノールズ               | 6–7(7-9), 1–6         |
| 準優勝 | 6.  | 2009年6月19日  | イーストボーン       | 芝            | フィリップ・ポラーシェク         | マリウス・フィルステンベルク マルチン・マトコフスキ | 4–6, 4–6              |